# Efficient Consumer Response
ECR (ang. Efficient Consumer Response) – łańcuch dostaw zorientowany na klienta. 
ECR to strategia dystrybucji artykułów częstego (wygodnego) zakupu, integrująca w łańcuchu dostaw producentów, dystrybutorów i handlowców, w celu zbudowania efektywnego kosztowo systemu, który reaguje na określone potrzeby konsumenta. System ten jest kierowany poprzez realny popyt. Efektem jest zmniejszenie kosztu całkowitego systemu, poziomu zapasów przy równoczesnym podniesieniu wartości dla ostatecznego klienta. Ocenia się, że stosowanie ECR stwarza możliwości obniżenia średnio cen produktów finalnych o 6,1 %.
Rozpoczęcie prac nad wdrażaniem strategii ECR rozpoczęło się w 1993 roku w USA. W Europie, duże firmy zaczęły oficjalnie stosować tę koncepcję w 1994 roku.
Organizacja ECR Europe, zajmująca się wdrażaniem w życie tej strategii, ma swoje hasło przewodnie, które brzmi: „Pracować razem, aby spełnić lepiej i szybciej życzenia klientów przy mniejszym koszcie”
Koncepcja ECR to również pewnego rodzaju filozofia nowego podejścia przy prowadzeniu interesów. Ma na celu zastąpienie konkurencji wśród partnerów handlowych ich współpracą. 
Jak wynika z przeprowadzonych wielu badań, ściślejsza współpraca dostawców z producentem może przynieść około 30 procentową obniżkę kosztów operacyjnych w całym systemie ECR.

## Korzyści z ECR
1. Dla konsumenta:
  - zwiększony wybór i komfort zakupów
  - ograniczanie sytuacji niedoborów towarów
  - świeższe i tańsze produkty
2. Dla pośrednika:
  - zwiększona lojalność konsumentów
  - lepsza orientacja rynkowa
  - poprawa stosunków handlowych z dostawcami
3. Dla dostawcy:
  - usprawnienie synchronizacji produkcji
  - ograniczenie braków w towarach
  - wzmocnienie pozycji marki
  - trwałe stosunki handlowe